# マーク・リボー
マーク・リボー（Marc Ribot、1954年5月21日 - ）は、アメリカ合衆国のギタリスト、作曲家。主に実験音楽、フリー・ジャズの分野で活動し、また、トム・ウェイツ、SION、エルヴィス・コステロ等のシンガーソングライターとも共演している。

## 来歴
ニュージャージー州ニューアーク出身。
1978年にニューヨークに移り、ジャック・マクダフやウィルソン・ピケットのバック・バンドを経て、1984年、ラウンジ・リザーズにアート・リンゼイの後任として加入。個人では、ジョン・ゾーンのメジャー・デビュー作『復讐のガンマン〜エンニオ・モリコーネ作品集 (The Big Gundown)』の制作にも協力した。その後、ラウンジ・リザーズのメンバーとジャズ・パッセンジャーズを結成。

## セッション活動
セッション・プレイヤーとしてジョン・ルーリーと共にトム・ウェイツ『レイン・ドッグ』（1985年）に参加、その後もウェイツのアルバム制作やツアー・メンバーに加わり、日本でリボーのプレイは高い評価を得る。日本のシンガー・ソングライターSIONのアルバム『春夏秋冬』（1987年）にも参加し、以後、SIONと親交を深めていった。リボーの表現力は多くのシンガーに共感を得る存在となり、ビートニクのアレン・ギンズバーグとポール・マッカートニーが連名で発表したシングル「Ballad of the Skeletons」（1996年）に参加している。
また音楽プロデューサーのT・ボーン・バーネットが手がける作品に関与することとなり、エルヴィス・コステロのアルバム『スパイク』（1989年）への参加以降、度々共演するようになった。2007年には彼のプロデュースした、アリソン・クラウスとロバート・プラントのアルバム『レイジング・サンド』に参加し、アルバム発表後のツアーにも同行、レッド・ツェッペリンの曲などを演奏した。矢野顕子との2008年のアルバム『akiko』の制作にも大きく寄与して、そのアイデアを生かしてレッド・ツェッペリンの曲を取り上げている。

## ソロ、リーダー・グループ活動
1990年、初のリーダー・アルバム『Rootless Cosmopolitans』をAntilles Recordsから発表、自作曲に加え、ジミ・ヘンドリックス、ビートルズ、デューク・エリントンの曲を独自の解釈で演奏している。またノイズ、フリー・ジャズをミックスしたグループであるシュレックや、キューバのギタリスト、アルセニオ・ロドリゲスの楽曲を演奏した『マーク・リボーと偽キューバ楽団』名義でライブ活動を行うことにより評価されている。サルサの伝説、ジョー・バターンと共演する他、このバンドで2001年に来日している。単独のギター演奏によるパフォーマンスやアルバムをリリースしていてビートルズやアルバート・アイラーの曲がたびたび取り上げられている。また2005年にはインディペンデントのレーベルPI Recordingsから、アルバート・アイラーのトリビュート・アルバム『Spiritual Unity』をヘンリー・グライムスとのカルテットで発表。アイラーの微妙なヴィブラートをギターで表現している。リーダー名義ではないがジャズ・パッセンジャーズのヴィブラフォン奏者であるビル・ウェアとのデュオ作『サー・デューク (Sir Duke)』でデューク・エリントンの楽曲を構築している。2007年には、トリオ編成のセラミック・ドッグを結成、2008年にファースト・アルバム『パーティー・インテレクチュアルズ』発表。
ジョン・ゾーンの主宰するレーベル、ツァディクから、様々なカテゴリー（映画音楽、現代音楽、急進的ユダヤ音楽）のアルバムを制作している。
- ギターそのものの特性を生かしたビブラート、スクラッチ、ピッキング・ノイズやアンプ、スピーカーを使った歪み、フィードバックなどに特徴があるのがマーク・リボーのギター・スタイルでもある。

## 共演アーティスト
「来歴」で触れたアーティストは除く。姓またはバンド名の五十音順。
- カエターノ・ヴェローゾ
- ジョン・ゾーン
- 梅津和時
- アリソン・クラウス
- こなかりゆ
- デイヴィッド・サンボーン
- デヴィッド・シルヴィアン
- マッコイ・タイナー
- ジャマラディーン・タクマ
- チボ・マット

- ソロモン・バーク
- マイク・パットン
- マリアンヌ・フェイスフル
- ロバート・プラント
- フレッド・フリス
- ビル・フリゼール
- メデスキ、マーティン・アンド・ウッド
- 矢野顕子
- 福岡史朗
- SION

他多数
※公式サイトのバイオグラフィーおよびMarc Ribot>Credits(allmusic.com)を参考に選定。

## ディスコグラフィ

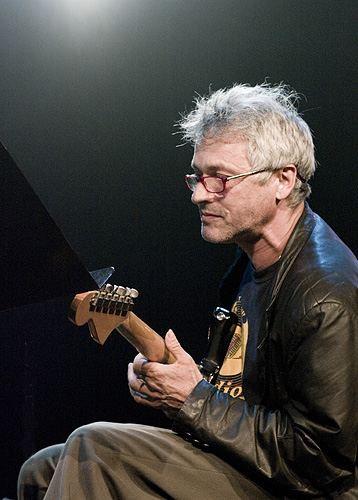
オーストリアで演奏するマーク・リボー（2010年）

### リーダー・アルバム
- Rootless Cosmopolitans (1990年)
- 『レクイエム・フォー・ホワッツ・ヒズ・ネーム』 - Requiem for What's His Name (1992年)
- Marc Ribot Plays Solo Guitar Works of Frantz Casseus (1993年)
- 『シュレック』 - Shrek (1994年)
- Subsonic 1: Sounds of a Distant Episode (1994年) ※フレッド・フリスとの連名
- The Book of Heads (1995年) ※ジョン・ゾーンとの連名
- 『ドント・ブレイム・ミー』 - Don't Blame Me (1995年)
- Shoe String Symphonettes (1997年)
- 『キューバとの絆〜アルセニオ・ロドリゲスに捧ぐ』 - The Prosthetic Cubans (1998年) ※with Los Cubanos Postizos
- Yo! I Killed Your God (1999年)
- 『!ムイ・ディベルティード! (めっちゃ愉快!)』 - ¡Muy Divertido! (2000年) ※with Los Cubanos Postizos
- 『セインツ』 - Saints (2001年)
- Scelsi Morning (2003年)
- Soundtracks Volume 2 (2003年)
- Spiritual Unity (2005年)
- Asmodeus: Book of Angels Volume 7 (2007年)
- Exercises in Futility (2008年)
- 『パーティー・インテレクチュアルズ』 - Party Intellectuals (2008年)
- Silent Movies (2010年)
- 『ユアー・ターン』 - Your Turn (2013年) ※with セラミック・ドッグ
- 『ライヴ・アット・ザ・ヴィレッジ・ヴァンガード』 - Live at the Village Vanguard (2014年) ※with Henry Grimes and Chad Taylor。マーク・リーボウ・トリオ名義
- 『ライヴ・イン・トーキョー』 - The Young Philadelphians: Live in Tokyo (2016年) ※with ヤング・フィラデルフィアンズ
- 『ホワイ・アー・ユー・スティル・ヒア?』 - YRU Still Here? (2018年) ※with セラミック・ドッグ
- Songs of Resistance: 1942–2018 (2018年)